# Ölmaß
Der Begriff Ölmaß steht, wie Weinmaß, Salzmaß, Biermaß oder Getreidemaß, für eine grobe Zuordnung von alten Maßen und Gewichten zu den Einheiten, mit denen das Handelsgut Öl gemessen wurde. Oft von den Maßen für Wein abgeleitet, war es nicht immer nur Volumenmaß, sondern es war auch gelegentlich ein Gewichtsmaß.

## Arbage
- siehe Arbage

## Arroba
Die Arroba war ein Maß für Flüssigkeiten, wie Wein und Öl. In Spanien gab es in Kastilien ein gesondertes Maß für Honig.
- Für Honig galt die Arroba de miel.[1]
- 1 Arroba de miel = 32 Cuartillos = 48 Libbra

## Barill
Der Barill war nicht nur ein Salz- oder Weinmaß, sondern auch ein Ölmaß. Mit unterschiedlichen Maßen an unterschiedlichen Orten und unterschiedlicher Teilung in kleiner Mengeneinheiten war er ein bedeutendes Maß. In Rom galt für Öl
- 1 Barill = 28 Boccalli = 112 Fogliette = 448 Quartucci
- 1 Barill = 57,4805 Liter

für Wein galt
- 1 Barill = 32 Boccalli = 58,3416 Liter

Der Barill war auch ein Ölmaß auf der Insel Sardinien.
- 1 Barill = 2 Giarri = 8 Quartane = 96 Quartucci = 192 Mesure = 1694 Pariser Kubikzoll = 33,59 Liter
- 1 Barill (Öl-Gewicht) = 32,5 Kilogramm
- 1 Barill = 3,5 Algheri (Singular Alghero)

## Bassa
Die Bassa war ein italienisches Maß für Flüssigkeiten und entsprechend dem Meßgut von unterschiedlicher Größe. Auch die Region seiner Geltung machte das Maß uneinheitlich. Es war ein Weinmaß in Mailand und in Venedig und Verona ein Ölmaß.
In der Maßkette gehörte sie zu den kleineren und so ordnete sich das Maß ein:
- 1 Brenta = 3 Staja = 6 Mina = 12 Quartaro = 16 Bassa = 48 Pinta = 96 Boccale[5]

### Ölmaß
- Venedig 3 1/5 Bassa = 1 Miro
- Verona 1 Bassa = 228 ⅛ Pariser Kubikzoll = 4,5 Liter

### Weinmaß
- Mailand: 1 Bassa = 6 Boccali = 238 Pariser Kubikzoll = 4 ¾ Litre
- 1 Brenta = 16 Bassa
- Verona 1 Bassa = 228 ⅛ Pariser Kubikzoll = 4,5 Liter
- 3 1/5Basse = 1 Miro
- 129 Bassa = 1 Migliajo

### Gewicht
In den Städten rechnete man nach dem schweren (Venedig) = 9 ⅓ Pfund und dem leichten Pfund (Verona) zu 13 ½ Pfund je Bassa
- Venedig 1 Bassa = 4452 Grammes = 9 ⅓ Pfund (schwer)
- Verona 1 Bassa = 4083 ¾ Grammes = 13 ½ Pfund (leicht)[4]

## Baumölmaß
Das Baumölmaß wurde in Frankfurt/Main für Olivenöl verwendet.

## Carga
Die Carga, auch Oel-Carga, war ein Volumenmaß in Venezuela und wurde nur für Spiritus verwendet.
- 1 Carga = 2 Barrals = 4 Barralons = 7 1/2 Cortana = 30 Cuarts = 120 Quartas = 123,6 Liter[6]

## Cartocce
Cartocce war ein Wein- und Ölmaß in Rom. Die Teilung beim Weinmaß in andere Maße war
- 4 Cartocci = 1 Foglietta
- 16 Cartocci = 1 Boccale
- 512 Cartocci = Barilo
- 1 Cartocce = 1/12 Litre = 4 12/25 Pariser Kubikzoll

Beim Öl teilte man so
- 4 Cartocci = 1 Foglietta
- 16 Cartocci = 1 Boccale
- 448 Cartocci= Barilo
- 1 Cartocce = ⅛ Litre = 6 12/25 Pariser Kubikzoll

## Charge
In Paris war es ein Gewichtsmaß und in Marseille ein Volumenmaß für Getreide. Das Maß entspricht der Last. Es war auch ein französisches Ölmaß in Montpellier:
- Ölmaß 1 Charge = 4 Barals = 8 Emines = 16 Quartals = 128 Pot
- 1 Baral = 37,2924 Liter = 34,264 Kilogramm
- Getreidemaß 1 Charge = 8 Pannaux = 154,29 Liter
- 1 Pannaux = 4 Civadiers = 8 Picotiens
- 1 Charge (neu) = 160 Liter als Praxiswert
- 1 Charge (alte) = 8 Panaux = 32 Civadiers = 64 Picotins = 154 4/5 Liter[7]

In Nizza war Charge für Getreide
- 1 Charge (neu) = 159,96 Liter[8] (157,79 Liter)[9]

In Nizza war eine Charge für Getreide 4 Setiers = 8 Emines
In Toulon war eine Charge für Getreide 3 Setiers = 4 ½ Emines
In Nizza war Charge für Flüssigkeiten
- 1 Charge =  12 Rubbi = 120 Piati
- 1 Rubbio = 7,858 Liter

## Choadony
War ein Volumenmaß für Öl in Cochin, einer Hafenstadt in der englisch-ostindischen Präsidentschaft Madras.

## Coppo
Italienisches Ölmaß in Lucca, siehe Coppo (Einheit).

## Cortan
Mallorca und Minorca rechnete mit
- 1 (der) Cortan/Quartano/(die) Corta  = 9 Rottoli[10] = 4,043 Liter (= 202 ¾ Pariser Kubikzoll = 4 Liter[11])

## Cuarderón
- 1 Cuarderón = 1/100 Arroba[12]

## Cugnatella
Ein Maß für Öl im Kirchenstaat Rom.
- 1 Cugnatella = 382,5 Pariser Kubikzoll = 7 4/7 Liter
- 20 Cugnatella = 1 Soma

## Escandeau
Der Escandeau war ein französisches Flüssigkeitsmaß, besonders für Öl, in Marseille
- 1 Millerolle = 4 Escandeaux = 3226 2/5 Pariser Kubikzoll = 63 19/20 Liter
- 1 Millerolle = 4 Escandeaux = 60 Pots = 240 Quarts/Pichounes = 63,6982 Liter

Beim Eichen rechneten Verwaltungsbehörden gewöhnlich mit 63,43 Liter oder 65 Liter
- 1 Escandeau = 712 5/6 Pariser Kubikzoll = 14,14 Liter[15] (= 752,5 Pariser Kubikzoll = 14,9 Litre[16])

Siehe auch den Abschnitt Millerolle

## Flasche
Flasche, Fiasco, Fiascho war ein Volumenmaß im Herzogtum Toskana für Wein und Öl.

## Kula
Die Kula, auch in der Schreibweise Coula, war ein Ölmaß in Marokko. Siehe Kula (Einheit)
- 1 Kula = 764 Pariser Kubikzoll = 15,155 Liter[17]

## Maß
Das Ölmaß in Koblenz war
- 1 Maß = 4 Schoppen = 1,276 Liter = 64,326 Pariser Kubikzoll

## Metro
Der Metro war ein Ölmaß in Ancona.
- 1 Metro = 12 Boccali = 17,5 Liter

In Mailand war er nach der Einführung des französischen Maß- und Gewichtssystems 1803 auch eine Bezeichnung für Längen- und Flächenmaße (Bestandteil des metrischen Systems).
- 1 Metro = 10 Palmi/Dezimeter = 100 Diti/Zentimeter = 1000 Atomi/Millimeter

Der Metro war gleich 443,296 Pariser Linien. Der Quadratmetro wie auch der Kubikmetro wurde ebenso geteilt mit den entsprechenden Vorsilben.

## Metalli
In Algier galt Metalli als Ölmaß so
- 1 Metalli = 18419 Grammes = 39 ⅜ preußische Pfund = 16,951 Kilogramm[19]

## Migliajo
Das Ölmaß schwankte zwischen den verschiedenen Orten. So galt der Migliajo in
- Venedig: 1 Migliajo = 40 Miri = 129 Basse = 30,751 1/5 Pariser Kubikzoll = 609 2/5 Litre
- 1 Migliajo = 1210 schwere Pfund, dem Peso grosso, wenn nach Gewicht gehandelt wurde
- 1 Botta (Faß) = 2 Migliajo
- Verona: 1 Migliajo = 40 Miri = 129 Basse = 29.428 Pariser Kubikzoll = 583 Litre

## Millerolle
Das französische Ölmaß Millerolle galt in Marseille und war so gestuft:
- 1 Millerolle = 4 Escandaux = 160 Quarterons = 36 Gewichtspfund

## Miro
Das Maß ist eine kleinere Einheit des Migliajo, siehe den Abschnitt Migliajo.

## Mistato
Ein türkisches Ölmaß.
- 1 Tonne = 8 Mistati
- 1 Mistato = 8 ½ Oka = 563 Pariser Kubikzoll = 11 3/20 Litre

## Misurella
Das alte neapolitanische Ölmaß entsprach
- 1 Quarto = 6 Misurella
- 1 Misurella = 1/20 Litre = 5 ⅓ Pariser Kubikzoll
- 1536 Misurella = 1 Salma

## Mitz
- siehe Mitz (Einheit)

## Moggio
Moggio war nicht nur in Ferrara, der Lombardei und auf den Ionischen Inseln ein Getreide- und Flächenmaß, sondern ein Ölmaß in Mantua.

## Pello
Pello oder Mastello

## Pichet
Pichet war ein französisches Volumenmaß für Öl. Das Flüssigkeitsmaß galt in Montpellier.
- 1 Pichet = 0,8287 Liter[20]

## Pipa
Pipa, Pipe galt als Ölmaß in Spanien, Portugal und Brasilien.

## Pota
In Rio de Janeiro war die Pota ein Weinmaß, vergleichbar mit dem Cantaro.

## Puddy
Puddy war ein Getreide- und Ölmaß in der indischen Stadt Madras (heute Chennai)
- 1 Puddy = 1,51401 Liter
- 1 Markals = 8 Puddy
- 20 Markals = 242,25 Liter[21]

## Quarto
Der Quarto war in Spanien und Italien ein Ölmaß.
- Barcelona 1 Quarto = 52 Pariser Kubikzoll = 1 1/33 Liter entspricht 960 3/10 Gramm
  - 4 Quarti = 1 Cetarine/Quartero
  - 8 Quarti = 1 Cortane
  - 120 Quarti = 1 Carga = 11 Arroba (Gewicht)
- Genua 1 Quarto = 32 Quarteroni = 815 Pariser Kubikzoll = 16 1/7 Liter
  - 4 Quarti = 1 Barillo
- Neapel 1 Quarto = 6 Misurelle = 31 4/5 Pariser Kubikzoll = ⅔ Liter 
  - 256 Quarti = 1 Salma

(Nachweise unter)

## Quartano
Siehe den Abschnitt Cortan

## Soma
Im Ölgroßhandel mit Öl rechnete man in Rom mit dem/der Soma
- 1 Soma = 2 Pelli/Mastelli = 20 Cugnatelle = 80 Boccalli/Ölboccalli
- 1 Soma = 57 ½ Liter[24]

## Somo
Der Somo war ein Ölmaß im Herzogtum Toskana.
- 1 Somo = 2 Barili = 66,858 Liter
  - Barile da Olio = 33,4289 Liter

## Stajo
Der Stajo galt für den Kleinhandel mit Öl und in Neapel.
- 1 Staro = 16 Quarti = 96 Missurelli = 10,098 Liter

## Teute
Ein altes Maß für Öl im Kleve
- 1 Teute[26] = 15 Kannen (Öl) = 17,9687 Liter
- 1 Ölkanne = 1,1979 Liter = 60,39 Pariser Kubikzoll

Die Teute, als Ölteute in Aachen, war 
- 1 Teute = 15 Kannen = 17,951 Liter[27]